# 梁艷
梁艷（1961年10月4日—），山西孝義人，前中國女排隊副攻手，身高1.77米，以心理素質好，臨場發揮穩定見稱，擅長攔網、扣球，是中国女排獲得「五連冠」時，唯一參予整個過程的選手。

## 生平
梁艷在1975年，進入成都業餘體校接受排球訓練。1976年加入成都排球隊，1977年進入四川省排球隊。1979年，首次入選中國國家隊，同年首次奪得亞洲女排錦標賽冠軍。因為其獨特氣質，被冠以「笑面黑娃」外號。
1981年，中國女排在第三屆世界盃排球賽，首次獲得冠軍，當年僅20歲的梁艷是隊中最年輕球員。1982年，在第九屆世界排球錦標賽獲冠軍。1984年，在洛杉磯奧運會贏得金牌。1985年在第四屆世界盃排球賽，再次獲得冠軍。
梁艷於1986年升任副隊長，在第十屆世界排球錦標賽獲得冠軍，完成「五連冠」霸業後，於1986年底退役，她是唯一在中國女排獲得五連冠過程中，唯一全程參與的球員。
1986年，入讀中國人民大學新聞系，畢業後，在《新體育》雜誌社擔任編輯工作。
1995年，成立下海办起君達体育文化传媒公司，从此升格为老板。近年為了照顧之年邁母親，已減少工作量。

## 家庭
梁艷已婚，育有一名女兒，在清華大學讀博士。

## 個人榮譽
- 全國十佳運動員 (1986)